# Mikko Mäkelä
Mikko Matti Mäkelä, född 28 februari 1965 i Tammerfors, är en finländsk före detta ishockeyspelare. Mäkelä blev olympisk bronsmedaljör i ishockey vid vinterspelen 1994 i Lillehammer.